# .am
.am là tên miền Internet quốc gia (ccTLD) dành cho Armenia, cộng hòa thuộc Liên Xô ngày xưa. Trừ ra các tên miền dành riêng, như là.com.am,.net.am và.org.am, bất cứ ai có thể đăng ký tên miền dưới.am miễn là trả tiền.
Luật Armenia cấm sử dụng tên miền dưới.am để hoạt động website sử dụng để spam, hay hoạt động khủng bố, hoặc với mục đích xấu...
Sở quản lý tên miền.am là ISOC-AM, hội địa phương của Internet Society.
Vào năm 2014,.am vượt qua.հայ trở thành tên miền được sử dụng phổ biến nhất tại Armenia.